# آریما تویوجی

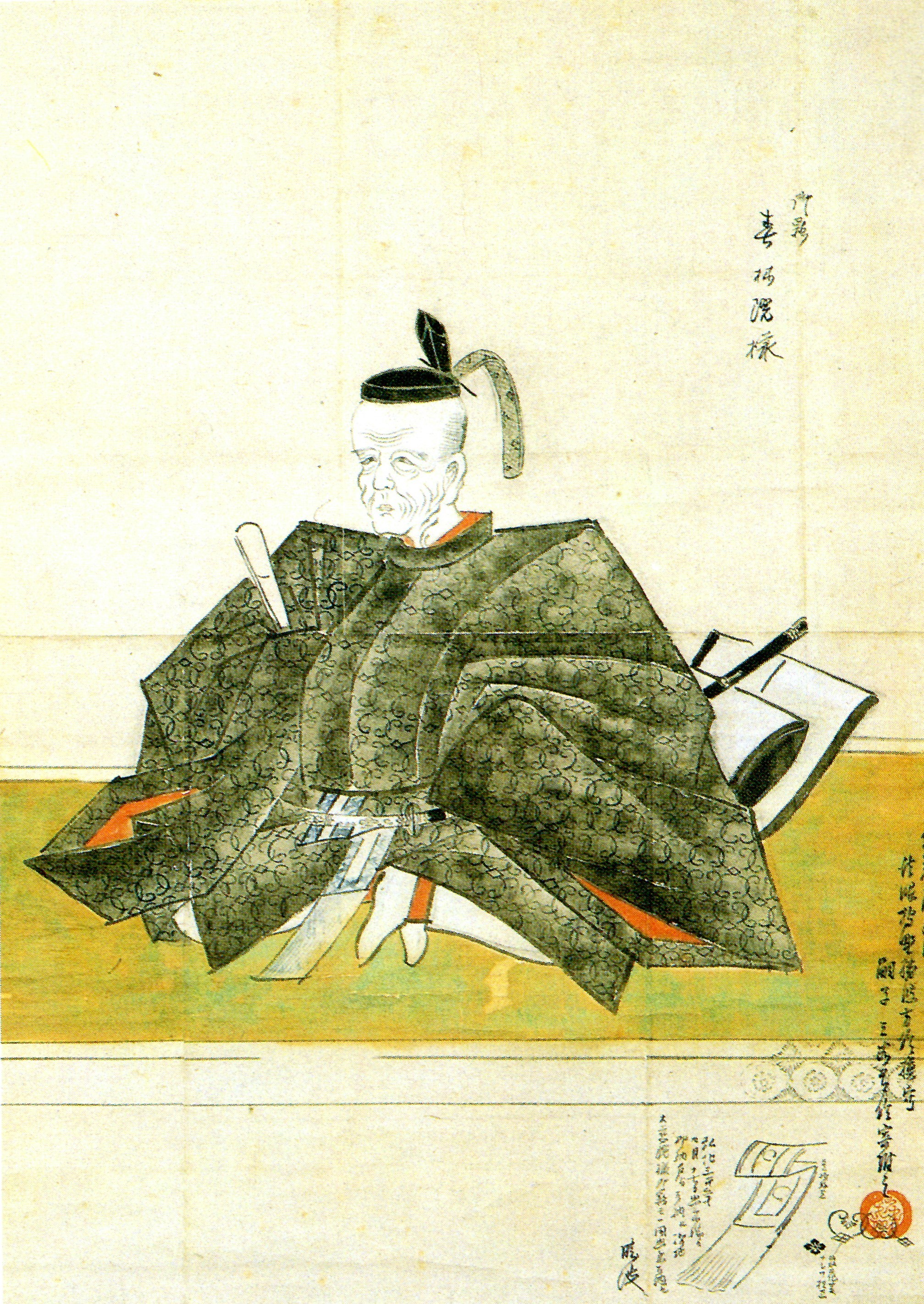

آریما تویوجی (به ژاپنی: 有馬豊氏) (۱۵۶۹ – ۱۶۴۲) یک دایمیو و یکی از استادان مراسم چای ژاپنی در دوره سنگوکو و اوایل دوره ادو بود.